# تفجيرات دمشق 1986
كانت تفجيرات دمشق 1986 سلسلة من الأعمال الإرهابية، وقد وقعت في العاصمة السورية دمشق عام 1986. وتعتبر التفجيرات الفعل الإرهابي الأكثر دموية الموجه ضد المدنيين منذ إخماد تمرد الإخوان المسلمين في البلاد عام 1982. ويبدو أن التفجيرات كانت تهدف إلى زعزعة استقرار الحكومة السورية. في 13 مارس 1986، حدث تفجير في دمشق واسفر عن مقتل 60 شخصاً. وبعد شهر واحد، قتل 144 أيضاً في سلسلة تفجيرات هزت خمس بلدات في أنحاء سوريا.
ألقت الحكومة السورية باللوم على مسلحين عراقيين موالين لحزب البعث العراقي.

## روابط خارجية
- Terrorism Comes to Damascus: Syria Faces its Own Islamist Threat